# Лох (жаргонизм)
Лох — в русском и других восточнославянских языках жаргонизм, употребляющийся в разговорной речи для обозначения человека, не умеющего «устроиться» и приспособиться к изменениям жизни и в результате обычно небогатого, а в воровском арго — для обозначения жертвы. 
Антоним слова «крутой».
В словари литературного языка этот смысл слова не входит, но встречается в словарях народных говоров: так, уже у Даля лох — «псковское лоховес, разиня, шелопай», лоха — «дура, глупая баба».

## Происхождение слова
Точное происхождение слова неизвестно. Первые письменные сведения о слове «лох» были зафиксированы в восточной Белоруссии и Псковщине в XIX веке. В говоре нищих Могилёвской губернии (Белоруссия) уже в XIX веке употреблялось слово классич. бел. лох для обозначения понятия «человек» (зафиксировано Романовым). Фасмер рассматривает диалектные слова: псковское лоха вслед за Далем и костромские лошь, лоший — «плохой», упоминает также болгарское лош — «плохой».
Б. А. Ларин в 1931 году определил значение этого слова как «мужик» и предположил его происхождение из польского łoch от слова włoch (румын, молдаванин, ср. украинское волох).
Т. М. Веселовская на основе словарей местных говоров делает вывод, что городской жаргонизм лох пришёл из местного просторечия (северо-западных и волжских народных говоров).
Т. Н. Яковчиц, не отрицая диалектного происхождения слова лох, постулирует его заимствование через арго, куда оно в свою очередь пришло через язык офеней (феню), в котором обозначало «мужик, крестьянин».
Ю. М. Муратов предполагает, что в феню слово лох вошло через искажение слова лось, применённого для обозначения мужчины.

## Значения
Т. Г. Никитина приводит следующие значения слова.
1. Неразвитый человек
2. Простак
3. Жертва преступников
4. Дилетант
5. Подражающий панкам, «псевдопанк»

Веселовская отмечает, что все значения слова содержат отрицательную оценку, а третье значение, видимо, пришло из воровского жаргона.

## В корпусе
Первый раз слово в национальном корпусе русского языка встречается в 1979 году в фильме «Место встречи изменить нельзя» (Я же тебе нос отгрызу, лох поганый); слово, в течение 20 лет использовавшееся для речевой характеристики персонажей-уголовников, стало входить в общее употребление в конце 1980-х — начале 1990-х годов.
В литературной речи жаргонизм употребляется журналистами с целью стилизации молодёжной речи и в детективной литературе при описании речи уголовников. В других случаях литературного употребления чужеродность слова обычно подчёркивается кавычками (Сегодняшний выпуск поможет вам не стать «лохом» и не «попасть на бабки»).

## Словообразование
Популярность выражения привела к образованию на его основе многочисленных слов. Веселовская выделяет: лоховый («лоховая жизнь»), лохово (наречие), лохануться («серьезно ошибиться»), лоховоз («общественный транспорт»), лоходром («обстановка, созданная для обмана») и лохотрон («игра с жульническим выманиваем денег») с его производными.

## Характеристики
С использованием национального корпуса Яковчиц описывает образ лохов с точки зрения носителей языка. По её мнению, лохи — это противоположность успешным людям (где «успешностью» считается материальный достаток), неудачники, те, кто не смог заработать деньги в новых условиях (подразумевается: в реалиях 1990-х годов в постсоветских странах). При этом характеристики лохов с моральной точки зрения отнюдь не отрицательные, а нейтральные (доверчивость, незнание чего-либо) или даже положительные (добродушие). Яковчиц замечает, что, по-видимому, из воровского мира вместе со словом российским обществом было заимствовано и «смещение этических ценностей», презрительное отношение к обычным, законопослушным, людям.